# 3263 Bligh
3263 Bligh је астероид главног астероидног појаса чија средња удаљеност од Сунца износи 2,414 астрономских јединица (АЈ).
Апсолутна магнитуда астероида је 13,0.